# ベルナール・ラップ
ベルナール・ラップ（Bernard Rapp、1945年2月17日 - 2006年8月17日）はフランス・パリ出身の映画監督、ニュースキャスターである。

## 来歴
大学を卒業後、フリーのジャーナリストとして活動する。1976年にフランス2の記者として国際政治を担当。1981年からはロンドンで駐在記者を務めた。1983年にフランスへ戻り、1987年までニュース番組のアンカーを担当した。
1996年から映画製作にも携わるようになり、2本の映画を発表。「趣味の問題」ではフランスコニャック国際ミステリー映画祭でグランプリを受賞した。
2006年8月17日、肺癌により死去。

## 監督作品
- 「私家版」1996年
- 「趣味の問題」2000年フランスコニャック国際ミステリー映画祭  (グランプリ受賞)